# Granite Gear
Granite Gear是一家位于美国明尼苏达州 Two Harbors的户外公司，主要生产轻量背包。Tepex & Topoflex 是其特有的背负系统。Granite Gear对一些有难度的探险活动提供赞助。。